# 发现 (蠢朋克专辑)
（直译：「发现」）是法国电子音乐二人组蠢朋克的第二张录音室专辑，由维京唱片公司于2001年3月12日发行。 这张专辑标志着他们从第一张专辑《家庭作业》中的芝加哥浩室和科技舞曲风格转变为深受迪斯科、后迪斯科、车库浩室和当代节奏布鲁斯启发的音乐风格。 蠢朋克的成员托马·班高尔特称，与《家庭作业》中「固执原始」（“原生”、“死板”）的电子音乐相比，该专辑是对歌曲结构、音乐形式和童年懷舊的探索。
该专辑于1998年至2000年期间在班高尔特家中录制，录制地点位于巴黎。其中包含大量采样；一些采样来自20世纪60年代到20世纪80年代的老唱片，另一些则由蠢朋克演奏乐器录制。电子音乐家Romanthony、托德·爱德华兹和DJ Sneak合作录制了一些曲目。为了制作音乐视频，蠢朋克设计了一个将科幻小说与娱乐产业相结合的概念。受儿时对日本动漫喜爱的启发，二人与松本零士合作制作了《星际5555：异星梦系统秘传》，该电影是一部以专辑《发现》全集为背景音乐的动画电影。
在该专辑发行之前，蠢朋克采用了机器人服装。他们还推出了一个名为「Daft Club」的网站，提供独家曲目和其他奖励材料。该专辑在评论和商业上都取得了成功，发行后在国际多个排行榜上名列前茅。评论界称赞蠢朋克在浩室音乐领域的创新，就像他们在《家庭作业》中所做的那样。这张专辑发行了六首单曲，其中One More Time最为成功，成为俱乐部的热门单曲。2020年，《滚石》杂志将该专辑列为《滚石》史上最伟大的500张专辑中第236位。

## 背景与录制
在他们的首张专辑《家庭作业》发行后，托马·班高尔特和居伊-曼努埃尔·德奥梅姆-克里斯托在1997年大部分时间都在蠢朋克1997年现场会巡演。1998年上半年，两人专注于自己的个人唱片公司，同时还在制作音乐视频合集《D.A.F.T.：一个关于狗、机器人、消防员和番茄的故事》。1999年和2000年，他们的工作时间分为两部分：为自己的唱片公司制作音乐以及录制他们第二张音乐专辑《发现》。本高特指出，《家庭作业》的成功影响了其他许多艺术家的模仿，促使蠢朋克追求不同的方向，以更好地脱颖而出。
蠢朋克在位于巴黎班高尔特家中，即蠢朋克工作录音室录制了《发现》。录制工作于1998年开始，持续了两年。班高尔特和德奥梅姆-克里斯托既一起创作音乐，又分别创作，其创作过程与《家庭作业》类似。蠢朋克并没有使用浩室音乐中典型的鼓机，比如罗兰TR-808和TR-909，而是使用了奥伯海姆DMX、林恩鼓和顺序电路公司的鼓轨机。他们使用的采样器包括赤井音乐制作中心（赤井MPC）和E-mu SP-1200、芬德·罗兹电子琴和沃利策电子钢琴、声码器（包括罗兰SVC-350和 DigiTech Vocalist）以及各种移相器效果。他们以一种“并非设计目的”的方式对人声使用了音高修正软件自动调谐。班高尔特说：“我们感兴趣的是让事物听起来不像它们本来的样子。有些吉他听起来像合成器，有些合成器听起来像吉他。”《发现》的音频由尼莱什·帕特尔（Nilesh Patel）进行母带制作，他也参与了《家庭作业》的母带制作。
《发现》专辑中最早推出的曲目之一《One More Time》于1998年完成，但一直被搁置，直到2000年才发行单曲。在专辑制作初期完成《Too Long》后，蠢朋克决定他们“不想再做14首浩室音乐风格曲目”，因为浩室音乐通常被定义为浩室音乐类型，因此他们着手在专辑中融入多种风格。这张专辑的音乐贡献者包括Romanthony、托德·爱德华兹和DJ Sneak。德奥梅姆-克里斯托指出，Romanthony和爱德华兹是两位对蠢朋克影响很大的制作人。二人组曾想与他们合作制作《家庭作业》，但由于蠢朋克当时名气不大，很难说服他们。DJ Sneak创作了《Digital Love》的歌词，并协助制作了这首歌。

## 音乐

### 主题
《发现》被广泛认可为一张概念专辑。它与蠢朋克的童年记忆密切相关，融合了他们对电影和人物的热爱。班高尔特特别指出，这张专辑讲述了两人在1975年至1985年十年间的成长经历，而不仅仅是对那个时期音乐的致敬。这张专辑旨在展现一种俏皮有趣、真诚、开放的音乐聆听态度。班高尔特将其比作童年时不对音乐进行评判或分析的状态。班高尔特指出，这张专辑的风格与他们之前的作品形成了鲜明对比。“《家庭作业》……是对于摇滚乐迷说，‘电子音乐很酷’。《发现》则相反，它对电子乐迷说，‘摇滚很酷，你知道吗？你可以喜欢它。’”他解释说，《家庭作业》是“一件粗糙而原始的东西”，专注于声音的制作和质感；相比之下，《发现》的目标是探索歌曲结构和新的音乐形式，其灵感来自艾费克斯双胞胎（Aphex Twin）的《Windowlicker》（直译：舔窗户的人）。

### 作曲
约翰·布什（John Bush）在为AllMusic撰写的评论中写道，《发现》绝对是“纽约车库音乐版本”的《家庭作业》。他说，蠢朋克通过过度修饰他们的弯音和声码器效果，包括Divas（直译：女主角、女神）、吉他合成器和电子钢琴的循环，制作出“更华丽、更流行”的欧陆迪斯科和当代节奏布鲁斯版本。《Stylus杂志》的基思·格威利姆（Keith Gwillim）将《发现》描述为一张迪斯科专辑，具有迪斯科的“舞曲”和“多愁善感”元素，包括经过处理的人声和“预制”的吉他独奏。其他评论家将这张专辑描述为后迪斯科和电子-放克。《Uproxx》表示这张专辑还融入了法国浩室音乐风格。
开场曲《One More Time》以Romanthony的大量自动调谐和压缩声音为特色。《Aerodynamic》具有放克风格的律动、电吉他独奏，最后以一段单独的“更宽敞”的电子乐段结束。这段包含吉他琶音的独奏被《Pulse!》（直译：脉冲）拿来与英格威·玛姆斯汀的演奏作比较。《Digital Love》包含在沃利策钢琴、复古合成器和音序器上演奏的独奏；它融合了流行、新浪潮、爵士乐、放克和迪斯科的元素。《Harder, Better, Faster, Stronger》是一首电子歌曲。紧随其后的是《Crescendolls》，一支纯音乐器乐曲。而《NightVision》是具有环境氛围的音乐。《Superheroes》倾向于《家庭作业》的“酸极简”。它以鼓声开始，包括据说类似于1980年电影《飞侠哥顿》的配乐中的琶音。《High Life》建立在“胡言乱语”的声乐采样本之上，包含一个类似风琴乐器的部分。《Something About Us》是一首慢节奏的歌曲，带有数字化处理的人声和休息性的节奏。
《Voyager》有吉他即兴重复段、类似于竖琴的20世纪80年代合成器音色，以及时髦的贝斯线。《Veridis Quo》是一首“仿管弦乐”的合成器巴洛克风格歌曲；据安格斯·哈里森 (Angus Harrison) 所说，它的标题是“非常迪斯科”（very disco）一词的双关语。《Short Circuit》是一首带有碎拍和鼓点编程性的电子节奏布鲁斯歌曲。《Face to Face》是一首由托德·爱德华兹主唱的流行舞曲歌曲，比《发现》中的其他曲目更流行。在专辑的背景下，班高尔特指出，前一首曲目《Short Circuit》代表了关闭的行为，而《Face to Face》代表了恢复意识和面对现实。专辑的结束曲《Too Long》是一首十分钟长的电子节奏布鲁斯歌曲。
《发现》中使用了大量样本。专辑内页注释说明中提到，这些样本来自乔治·杜克在《Digital Love》中演唱的《I Love You More》；埃德温·伯德松在《Harder, Better, Faster, Stronger》中演唱的《Cola Bottle Baby》； The Imperials（直译：小安东尼与帝国）在《Crescendolls》中演唱的《Can You Imagine》；以及巴瑞·曼尼洛在《Superheroes》中演唱的《Who's Been Sleeping In My Bed》（直译：谁一直睡在我的床上）。 《One More Time》采样了埃迪·约翰斯1979 年的迪斯科歌曲《More Spell on You》。蠢朋克向拥有版权的出版公司支付版税，但约翰斯的下落不明；截至2021年，根据流媒体播放量，他被欠下估计“六到七位数的款项”。班高尔特说，蠢朋克还制作了他们自己的“假样本”，听众以为这些样本来自迪斯科或放克唱片。奥梅姆-克里斯托估计，蠢朋克自己在《发现》专辑中播放了一半的采样材料。

## 宣传与发布

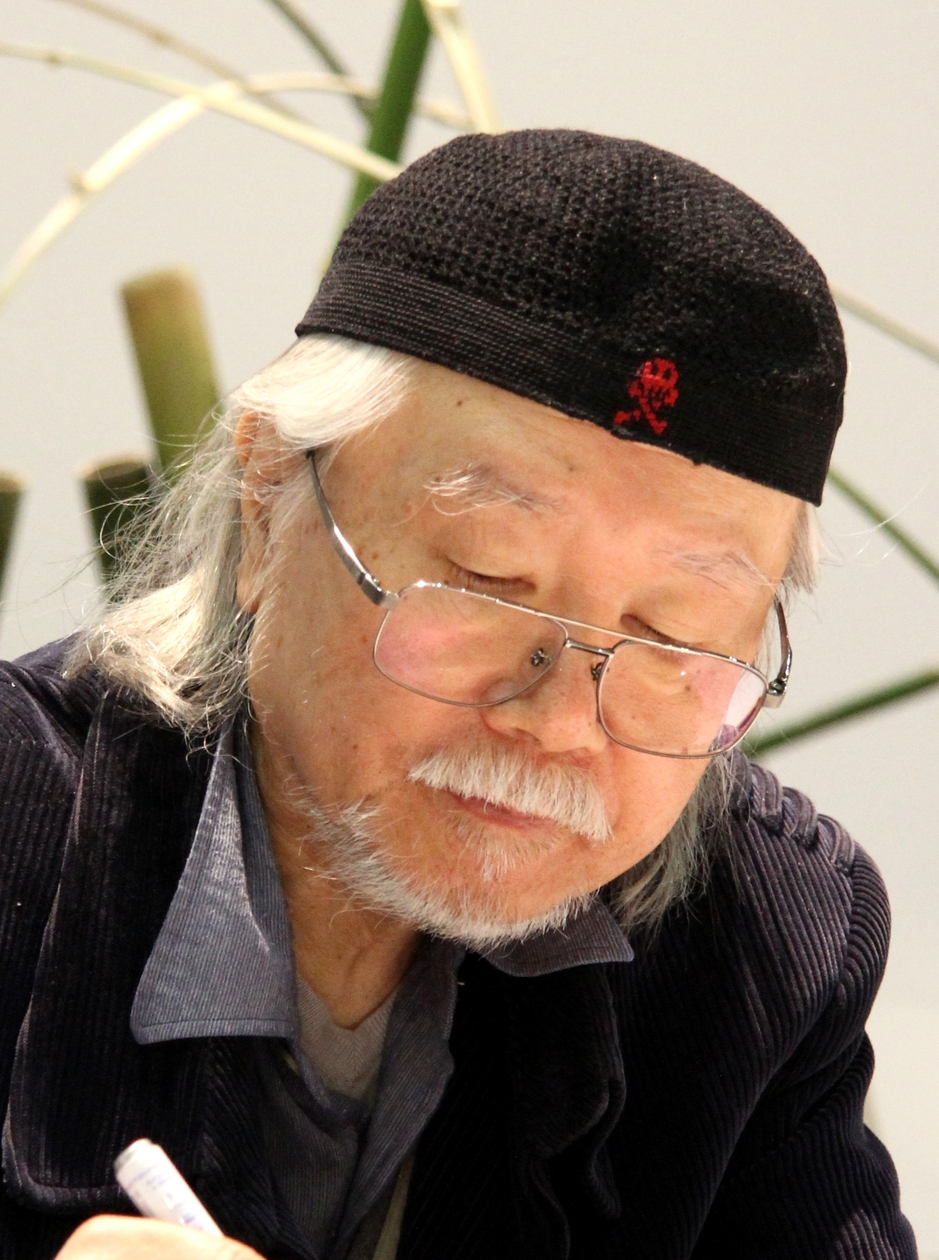
松本零士主导《星际5555》动画电影制作

据时任维京唱片英国公司营销主管的奥尔拉·李-费希尔（Orla Lee-Fisher）透露，蠢朋克最初计划将《发现》专辑中的每首歌曲都以单曲形式发行，但该计划最终被搁置。《One More Time》于2000年发行，早于专辑发行。专辑于2001年3月12日发售，随后发行了单曲《Aerodynamic》、《Digital Love》、《Harder, Better, Faster, Stronger》、《Something About Us》和《Face to Face》。
专辑音乐视频的构思源于探索乐队早期录音期间。据托德·爱德华兹所说，这张专辑最初计划与“一部真人电影”配套发行，每首歌曲都是电影的一部分。但乐队最终决定专注于日本动画制作。蠢朋克乐队对这部电影的构想是将科幻与娱乐产业文化相融合。两人回忆起小时候看过的日本动漫，包括《哈洛克船长》、和《小甜甜》等他们最喜欢的动画。三人带着专辑和完整的故事来到东京，希望与他们儿时的偶像、《哈洛克船长》的创作者松本零士一起制作这部电影。松本以视觉总监身份加入团队后，团队联系了清水真司负责动画制作，竹之内和久负责导演。在杉山“斯派克”民之的翻译协调下，制作于2000年10月开始，2003年4月结束。合作的成果是一部动画电影，名为《星际5555：异星梦系统秘传》，其配乐全部来自专辑《发现》。
蠢朋克乐队在《发现》上映发布前穿上了机器人服装。乐队告诉媒体，1999年9月9日上午9点09分，他们正在录作室工作，突然他们的采样器爆炸了。他们不得不接受重建手术，恢复意识后，他们意识到自己已经变成了机器人。
专辑发行前不久，乐队推出了Daft Club网站，提供独家曲目和其他额外内容。每张《发现》专辑唱片（CD）都包含一张Daft Club会员卡，会员卡上有一个独特的编号，可以通过该编号访问网站。班高尔特表示，这是“我们奖励购买CD的用户的方式”。该网站的服务于2003年终止；大部分曲目随后被收录进混音专辑《Daft Club》。为纪念《星际5555》发布20周年，蠢朋克重新发行了《发现》，并配上日文封面、贴纸和Daft Club会员卡。

## 商业表现
《发现》在英国专辑排行榜和法国专辑排行榜排第二以及美国《公告牌》二百强专辑榜排第23位。它在加拿大专辑排行榜上排名第二，第一周售出13,850张。它于2007年在法国获得了三个铂金认证，售量为600,000张，并于2010年10月11日获得美国唱片业协会金奖认证。
截至2013年5月，《发现》在美国已售出802,000张。《One More Time》是其最成功的单曲，在法国排行榜和公告牌舞曲夜店歌曲榜上排名第一，在其他七个排行榜上排名前十。 直到2013年发行《Get Lucky》之前，它仍然是蠢朋克最成功的单曲。这张专辑的第五首单曲《Face to Face》在2004年的公告牌舞曲夜店排行榜上排名第一。截至2005年《发现》已售出至少260万张。

## 评价
| 綜合得分         | 綜合得分                       |
| 來源             | 評分                           |
| ---------------- | ------------------------------ |
|                  | 74/100                         |
| 評論得分         |                                |
| 來源             | 評分                           |
| AllMusic         | [ 15 ]                         |
| 《娱乐周刊》     | B                              |
| 《卫报》         | [ 23 ]                         |
| 《Mixmag》       | [ 24 ]                         |
| 《新音乐快递》   | [ 11 ]                         |
| 《Pitchfork》    | 6.4/10 (2001年) 10/10 (2021年) |
| 《Q》            | [ 27 ]                         |
| 《滚石》         | [ 28 ]                         |
| 《滚石专辑指南》 | [ 29 ]                         |
| 《Spin》         | 8/10                           |

Metacritic为主流出版物的评论提供100分的标准化评分，根据19篇文章评论，《发现》的平均得分为74分。AllMusic的约翰·布什表示，蠢朋克凭借其全面的制作和循环技术乐段，发展出了一种“堪比乔治·莫罗德尔、托德·朗德格伦和史蒂夫·米勒等昔日电子流行乐手”的声音。《Q》杂志写道，《发现》在探索“旧问题和旧理想”方面充满活力和创新，称赞它是“一部杰出且具有说服力的杰作”，“超越了舞曲的标签”，且不乏创意、幽默和“才华”。《Q》将《发现》评为2001年50张最佳专辑之一。
乔舒亚·克洛弗在《Spin》杂志上撰文称，《发现》的这张专辑是迪斯科“最新的胜利”。他认为，虽然接近尾声时“略显疲态”，但开场曲的水平与王子1987年的《Sign o' the Times》（直译：时代的标志）和涅槃乐队1991年的专辑《从不介意》（Nevermind）等专辑不相上下。 《新音乐快递》的斯蒂芬·多尔顿（Stephen Dalton）认为波普艺术理念令人着迷，并称赞蠢朋克“将1980年代中期重新打造为有史以来最酷的流行时代”。 在《娱乐周刊》中，威尔·赫米斯写道，“节奏编辑和音频均衡的魔法仍然令人惊叹”，但要求蠢朋克“少一些喜剧，多一些狂喜”。 《Mixmag》称《发现》是“完美的非流行音乐专辑”，并表示蠢朋克“第二次改变了舞曲的进程”。
Ben Ratliff from Rolling Stone wrote that few songs on Discovery matched the grandiosity of "One More Time". He found most of them "muddled – not only in the spectrum between serious and jokey but in its sense of an identity." In The Guardian, Alexis Petridis felt Daft Punk's attempt to "salvage" older musical references resembled Homework but was less coherent and successful. The Pitchfork editor Ryan Schreiber found the "prog and disco" hybrid "relatively harmless" and said it was not "meant to be judged on its lyrics", which "rarely go beyond sensitive junior high poetry". Robert Christgau, writing in The Village Voice, facetiously said the album may appeal to young enthusiasts of Berlin techno and computing, but it was too "French" and "" for American tastes. In a retrospective review for The Rolling Stone Album Guide (2004), Douglas Wolk gave Discovery three and a half out of five and wrote that "the more [Daft Punk] dumb the album down, the funkier it gets", with an emphasis on hooks over songs.

## 影响
2020年，彼得里迪斯（Petridis）表示他重新考虑了自己在《卫报》上发表的评论，并描述了《发现》在随后几年对流行音乐制作的影响：“蠢朋克乐队非常有先见之明：今天播放《发现》，它听起来非常具有时代感。而我的评论则显得有些过时了。2021年，《Pitchfork》将《发现》列入到了“如果可以的话我们会修改”的评分名单中，并将其评分从6.4分提升至10分（满分为10分）。《Pitchfork》的评论家诺亚·刘（Noah Yoo）写道：“如果评分旨在表明作品的寿命或影响力，那么最初的评论已被历史记录所否定。蠢朋克乐队的第二张专辑《发现》是他们职业生涯的核心，这张专辑超越了机器人乐队的音乐俱乐部根基，并在随后的几十年里产生了深远的影响。”

## 曲目列表
| 曲序     | 曲目                                                         | 词曲                                                                                          | 时长  |
| -------- | ------------------------------------------------------------ | --------------------------------------------------------------------------------------------- | ----- |
| 1.       | One More Time（再来一次）（客串Romanthony）                  | 班高尔特 德奥梅姆-克里斯托 安东尼·穆尔                                                        | 5:20  |
| 2.       | Aerodynamic（空气动力）                                      |                                                                                               | 3:27  |
| 3.       | Digital Love（数字爱情）                                     | 班高尔特 德奥梅姆-克里斯托 卡洛斯·索萨 乔治·杜克                                              | 4:58  |
| 4.       | Harder, Better, Faster, Stronger（更努力、更好、更快、更强） | 班高尔特 德奥梅姆-克里斯托 埃德温·伯德松                                                      | 3:45  |
| 5.       | Crescendolls（新月玩偶）                                     | 班高尔特 德奥梅姆-克里斯托 德怀特·布鲁斯特（Dwight Brewster） 阿莱塔·詹宁斯（Aleta Jennings） | 3:31  |
| 6.       | Nightvision（夜视）                                          |                                                                                               | 1:44  |
| 7.       | Superheroes（超级英雄）                                      | 班高尔特 德奥梅姆-克里斯托 巴瑞·曼尼洛 马蒂·潘泽尔 （ 英语 ： Marty Panzer）                              | 3:57  |
| 8.       | High Life（奢华人生）                                        |                                                                                               | 3:22  |
| 9.       | Something About Us（关于我们一些事情）                       |                                                                                               | 3:51  |
| 10.      | Voyager（航海、旅行）                                        |                                                                                               | 3:47  |
| 11.      | Veridis Quo（非常迪斯科）                                    |                                                                                               | 5:44  |
| 12.      | Short Circuit（短路）                                        |                                                                                               | 3:26  |
| 13.      | Face to Face（面对面）（客串托德·爱德华兹）                  | 本高特 德霍曼-克里斯托 托德·英佩拉特里斯                                                      | 3:58  |
| 14.      | Too Long（太长）（客串Romanthony）                           | 班高尔特 德奥梅姆-克里斯托 穆尔                                                               | 10:00 |
| 总时长： | 总时长：                                                     | 总时长：                                                                                      | 60:50 |

## 制作人员
摘录自《发现》专辑注释说明。
- 蠢朋克 – 主唱（曲目3、4、9），声码器，音序器，采样器，合成器，沃利策电钢琴，吉他，贝斯，说话箱（英语：Talk box），鼓机，制作，概念，艺术指导
- Romanthony – 主唱（曲目1、14），联合制作（曲目14）
- 托德·爱德华兹 – 主唱及联合制作（曲目13）
- 奈尔斯·帕特尔（Nilesh Patel） – 母带制作
- 亚历克斯与马丁（Alex & Martin） – 概念，艺术指导
- 塞德里克·埃尔韦（Cedric Hervet） – 概念，艺术指导
- 吉尔达·洛阿克（Gildas Loaëc） – 概念，艺术指导
- 西蒙·斯科特（Simon Scott） – 概念，艺术指导
- 丹尼尔·瓦纳加德（英语：Daniel Bangalter）（Daniel Vangarde） – 概念，艺术指导
- 佩德罗·温特（Pedro Winter） – 概念，艺术指导
- 米切尔·范伯格（Mitchell Feinberg） – 液态金属专辑封面照片
- 路易斯·桑希（Luis Sanchis） – 钢琴照片
- 加德纳·托尼（英语：Tony Gardner (designer)）（Tony Gardner）, 阿尔特利安（Alterian） – 仿生设计工程
- 杉山“斯派克”民之（Tamiyuki "Spike" Sugiyama） – 东京连接器、翻译（Tokyo connector）

## 排行榜
| 年份 (2001年)                             | 最高 排名 |
| ----------------------------------------- | --------- |
| 澳大利亞（ARIA專輯榜）                    | 7         |
| 澳大利亚舞曲专辑 (澳大利亚唱片业协会榜)   | 1         |
| 奧地利（奧地利Ö3專輯榜）                  | 6         |
| 比利時法蘭德斯（Ultratop專輯榜）          | 1         |
| 比利時瓦隆（Ultratop專輯榜）              | 3         |
| 加拿大（《告示牌》Canadian Albums Chart） | 2         |
| 丹麥（Hitlisten專輯榜）                   | 12        |
| 荷蘭（MegaCharts專輯榜）                  | 11        |
| 欧洲专辑榜（公告牌）                      | 2         |
| 芬蘭（Suomen virallinen lista專輯榜）     | 16        |
| 法國（SNEP專輯榜）                        | 2         |
| 德國（Offizielle Top 100專輯榜）          | 5         |
| 希腊专辑 (IFPI)                           | 2         |
| 愛爾蘭（IRMA專輯榜）                      | 4         |
| 義大利（FIMI專輯榜）                      | 8         |
| 紐西蘭（RMNZ專輯榜）                      | 8         |
| 挪威（VG-lista專輯榜）                    | 3         |
| 波蘭（ZPAV專輯榜）                        | 13        |
| 葡萄牙专辑榜 (AFP)                        | 6         |
| 西班牙专辑榜 (AFYVE)                      | 15        |
| 瑞典（Sverigetopplistan專輯榜）           | 7         |
| 瑞士（Schweizer Hitparade專輯榜）         | 6         |
| 英國（OCC專輯榜）                         | 2         |
| 美国（《告示牌》200）                     | 23        |

| 年份 (2013年)                        | 最高 排名 |
| ------------------------------------ | --------- |
| 美國（《告示牌》Top Catalog Albums） | 1         |
| 美国（《公告牌》黑胶唱片专辑榜）     | 12        |

| 年份 (2021年–2022年)                      | 最高 排名 |
| ----------------------------------------- | --------- |
| 匈牙利（MAHASZ專輯榜）                    | 30        |
| 立陶宛专辑榜 (AGATA)                      | 26        |
| 美國（《告示牌》Dance/Electronic Albums） | 1         |

| 年份 (2001年)                        | 排名 |
| ------------------------------------ | ---- |
| 澳大利亚专辑榜 (ARIA)                | 100  |
| 澳大利亚舞曲专辑榜 (ARIA)            | 14   |
| 奥地利专辑榜 (Ö3 Austria)            | 69   |
| 比利时专辑榜 (Ultratop Flanders)     | 33   |
| 比利时专辑榜 (Ultratop Wallonia)     | 20   |
| 比利时另类专辑榜 (Ultratop Flanders) | 16   |
| 加拿大专辑榜 (Nielsen SoundScan)     | 93   |
| 荷兰专辑榜 (Album Top 100)           | 81   |
| 欧洲百强专辑榜 (《Music & Media》)   | 29   |
| 法国专辑榜 (SNEP)                    | 15   |
| 德国专辑榜 (Offizielle Top 100)      | 37   |
| 瑞士专辑榜 (Schweizer Hitparade)     | 54   |
| 英国专辑榜 (OCC)                     | 48   |

| 年份 (2002年)     | 排名 |
| ----------------- | ---- |
| 法国专辑榜 (SNEP) | 96   |

| 年份 (2008年)             | 排名 |
| ------------------------- | ---- |
| 澳大利亚舞曲专辑榜 (ARIA) | 48   |

| 年份 (2013年)                          | 排名 |
| -------------------------------------- | ---- |
| 澳大利亚舞曲专辑榜 (ARIA)              | 48   |
| 比利时中等价位专辑 (Ultratop Flanders) | 42   |
| 比利时中等价位专辑 (Ultratop Flanders) | 26   |
| 英国专辑榜 (OCC)                       | 196  |

| 年份 (2016年)             | 排名 |
| ------------------------- | ---- |
| 澳大利亚舞曲专辑榜 (ARIA) | 48   |

| 年份 (2018年)                         | 排名 |
| ------------------------------------- | ---- |
| 美国热门舞曲/电子专辑榜（《公告牌》） | 22   |

| 年份 (2020年)                         | 排名 |
| ------------------------------------- | ---- |
| 美国热门舞曲/电子专辑榜（《公告牌》） | 22   |

| 年份 (2021年)                         | 排名 |
| ------------------------------------- | ---- |
| 澳大利亚舞曲专辑榜 (ARIA)             | 32   |
| 比利时专辑榜 (Ultratop Wallonia)      | 196  |
| 美国热门舞曲/电子专辑榜（《公告牌》） | 18   |

| 年份 (2022年)                         | 排名 |
| ------------------------------------- | ---- |
| 澳大利亚舞曲专辑榜 (ARIA)             | 36   |
| 比利时专辑榜 (Ultratop Wallonia)      | 179  |
| 美国热门舞曲/电子专辑榜（《公告牌》） | 15   |

| 年份 (2023年)                         | 排名 |
| ------------------------------------- | ---- |
| 美国热门舞曲/电子专辑榜（《公告牌》） | 11   |

## 销量认证
| 地區                                                       | 认证    | 认证单位/销量 |
| ---------------------------------------------------------- | ------- | ------------- |
| 澳大利亚（澳大利亚唱片业协会）                             | 金      | 35,000^       |
| 比利时（比利時唱片音樂協會）                               | 白金    | 50,000*       |
| 加拿大（加拿大音乐协会）                                   | 金      | 50,000^       |
| 丹麦（國際唱片業協會丹麥分會）                             | 白金    | 20,000‡       |
| 法国（法國唱片出版業公會）                                 | 3× 白金 | 600,000*      |
| 德国（聯邦音樂產業協會）                                   | 金      | 150,000^      |
| 意大利（意大利音乐产业联盟） 自2009年以来的销售            | 金      | 25,000‡       |
| 日本（日本唱片協會）                                       | 白金    | 200,000^      |
| 瑞士（國際唱片業協會瑞士分会）                             | 金      | 20,000^       |
| 英国（英国唱片业协会）                                     | 2× 白金 | 657,000       |
| 美国（美國唱片業協會）                                     | 金      | 805,000       |
| 總計                                                       |         |               |
| 欧洲（國際唱片業協會）                                     | 2× 白金 | 2,000,000*    |
| *僅含認證的實際銷量 ^僅含認證的出貨量 ‡僅含認證的+實際銷量 |         |               |

### 引用
1. ↑  Garrity, Brian; Traiman, Steve. . Billboard (Nielsen Business Media, Inc.). 2001-02-03: 78, 83  [2023-04-13]. （原始内容存档于2024-06-21） –Google Books.
2. 1 2 3 4 5 6 7 8 9  Gill, Chris. . Remix. 2001-05-01  [2011-01-28]. （原始内容存档于2008-05-03）.
3. ↑  Murphy, Sarah. . Exclaim！. 2016-09-26  [2017-10-07]. （原始内容存档于2023-04-05）. They supported Homework with the "Daftendirektour" in 1997 [...]
4. ↑  . WSound. 2001  [2021-02-28]. （原始内容存档于2003-02-23） （法语）.
5. 1 2 3  Discovery (liner notes). Daft Punk. Virgin Records, a division of Universal Music Group. 2001.
6. 1 2  . Ministry of Sound. 26 February 2017  [6 October 2017]. （原始内容存档于6 October 2017）.
7. ↑  Homework (liner notes). Daft Punk. Virgin Records, a division of Universal Music Group. 42609. 1997.
8. 1 2  . MTV.   [22 February 2007]. （原始内容存档于27 March 2006）.
9. ↑  Dombal, Ryan. . Pitchfork. 15 May 2013  [15 May 2013]. （原始内容存档于7 June 2013）.
10. ↑  . frenchtouchinformation.com.   [14 March 2018]. （原始内容存档于22 February 2018）. ...I sat back and wrote the lyrics to 'Digital Love'. [...] I also co-produced the music...
11. 1 2 3  Dalton, Stephen. . NME (London). 2001-03-10: 31  [2013-04-20]. （原始内容存档于2013-03-27）.
12. 1 2 3  Clover, Joshua. . Spin. Vol. 17 no. 6 (New York). June 2001: 145  [2013-04-20]. （原始内容存档于2017-06-17）.
13. ↑  Santorelli 2014
14. ↑  Baron, Zach. . GQ. May 2013, 83 (5): 76–82.
15. 1 2  Bush, John. . AllMusic.   [2013-04-20]. （原始内容存档于2013-04-08）.
16. ↑  Gwillim, Keith. . Stylus Magazine. 1 September 2003  [31 May 2013]. （原始内容存档于29 June 2013）.
17. ↑  . CMJ New Music Monthly. No. 93 (CMJ Network, Inc.). 2001: 71. ISSN 1074-6978. Although it's only fair to credit Chicago with the post-disco dance style's paternal rights, the French [Daft Punk] have (at the very least) earned covered weekend privileges.
18. ↑  Burgess, Andrew. . musicOMH. 12 March 2001  [31 May 2013]. （原始内容存档于12 May 2013）.
19. ↑  EW Staff. . Entertainment Weekly. 27 September 2012  [5 May 2023].
20. ↑  Galbraith, Alex. . Uproxx. 14 March 2016  [6 October 2017]. （原始内容存档于19 March 2017）.
21. ↑  . Metacritic.   [2013-04-20]. （原始内容存档于2013-01-05）.
22. 1 2  Hermes, Will. . Entertainment Weekly. No. 589 (New York). 2001-03-30  [2013-04-20]. （原始内容存档于2014-12-17）.
23. 1 2  Petridis, Alexis. . The Guardian (London). 2001-03-08. Friday Review section, p. 16  [2013-04-20]. （原始内容存档于2014-12-17）.
24. 1 2  . Mixmag (London). April 2001, 2 (119): 163.
25. 1 2  Schreiber, Ryan. . Pitchfork. 2001-03-13  [2013-04-20]. （原始内容存档于2013-04-20）.
26. ↑  . Pitchfork. 2021-10-05  [2023-05-19]. （原始内容存档于2021-10-05）.
27. ↑  . Q (London). April 2001, (175): 97.
28. 1 2  Ratliff, Ben. . Rolling Stone (New York). 2001-03-05: 59–60  [2013-04-20]. （原始内容存档于2009-04-28）.
29. ↑  Cross, Charles R. . Brackett, Nathan; Hoard, Christian  (编).  4th. Simon & Schuster. 2004: 207. ISBN 0-7432-0169-8.
30. ↑  Christgau, Robert. . The Village Voice (New York). 20 November 2001  [20 April 2013]. （原始内容存档于5 May 2013）.
31. ↑  Wolk, Douglas. . Brackett, Nathan; Hoard, Christian  (编).  4th. Simon & Schuster. 2004: 207. ISBN 0743201698.
32. ↑  Petridis, Alexis. . The Guardian. 26 September 2020  [4 August 2024]. ISSN 0261-3077 （英国英语）.
33. ↑  . Pitchfork. 5 October 2021  [5 October 2021] （美国英语）.
34. ↑  "Daft Punk – Discovery". Australiancharts.com. Hung Medien.
35. ↑   (PDF). The ARIA Report: 14.   [2021-07-04]. （原始内容 (PDF)存档于2008-02-22） –National Library of Australia.
36. ↑  "Daft Punk - Discovery" (in German). Austriancharts.at. Hung Medien.
37. ↑  "Daft Punk – Discovery" (in Dutch). Ultratop.be. Hung Medien.
38. ↑  "Daft Punk – Discovery" (in French). Ultratop.be. Hung Medien.
39. ↑  "Daft Punk Chart History (Canadian Albums)". Billboard.  Retrieved 2012-05-30.
40. ↑  "Danishcharts.dk – Daft Punk – Discovery". Hung Medien.  Retrieved 2020-06-19.
41. ↑  "Daft Punk – Discovery" (in Dutch). Dutchcharts.nl. Hung Medien.
42. ↑   (PDF). Music & Media. Vol. 18 no. 14. 2001-03-31: 20  [2021-12-07]. （原始内容存档 (PDF)于2020-08-25）.
43. ↑  "Daft Punk: Discovery" (in Finnish). Musiikkituottajat.  Retrieved 2020-06-19.
44. ↑  "Daft Punk – Discovery". Lescharts.com. Hung Medien.
45. ↑  "Offiziellecharts.de – Daft Punk – Discovery" (in German). GfK Entertainment Charts.
46. ↑  . Billboard. Vol. 113 no. 17. 2001-04-28: 61  [2021-04-29].
47. ↑  "GFK Chart-Track". Chart-Track.co.uk. GFK Chart-Track. IRMA.
48. ↑  "Daft Punk – Discovery". Italiancharts.com. Hung Medien.
49. ↑  "Charts.nz – Daft Punk – Discovery". Hung Medien.  Retrieved 2012-05-30.
50. ↑  "Daft Punk – Discovery". Norwegiancharts.com. Hung Medien.
51. ↑  "Oficjalna lista sprzedaży :: OLIS - Official Retail Sales Chart". OLiS. Polish Society of the Phonographic Industry.
52. ↑  . Billboard. Vol. 113 no. 16. 2001-04-21: 59  [2021-04-29].
53. ↑  Salaverri, Fernando.  1st. Spain: Fundación Autor-SGAE. September 2005. ISBN 84-8048-639-2.
54. ↑  "Daft Punk – Discovery". Swedishcharts.com. Hung Medien.
55. ↑  "Daft Punk – Discovery". Swisscharts.com. Hung Medien.
56. ↑  "Official Albums Chart Top 100". Official Charts Company.  Retrieved 2017-10-16.
57. ↑  "Daft Punk Chart History (Billboard 200)". Billboard.  Retrieved 2015-07-30.
58. ↑  "Daft Punk Chart History (Top Catalog Albums)". Billboard. 
 Retrieved 2012-05-30.
59. ↑  . 杂志.
60. ↑  "Archívum – Slágerlisták – MAHASZ – Magyar Hangfelvétel-kiadók Szövetsége". Mahasz.hu. LightMedia.
61. ↑  . AGATA. 2021-03-05  [2021-07-02]. （原始内容存档于2021-03-05） （立陶宛语）.
62. ↑  "Daft Punk Album & Song Chart History" Billboard Dance/Electronic Albums for Daft Punk. Prometheus Global Media.
63. ↑  . Australian Recording Industry Association.   [2014-01-31]. （原始内容存档于2010-09-17）.
64. ↑   (PDF). The ARIA Report: 12.   [2021-07-04]. （原始内容 (PDF)存档于2008-02-22） –National Library of Australia.
65. ↑  . austriancharts.at. Hung Medien.   [2024-06-21]. （原始内容存档于2010-11-27） （德语）.
66. ↑  . Ultratop. Hung Medien.   [2014-01-25]. （原始内容存档于2016-01-06） （荷兰语）.
67. ↑  . Ultratop. Hung Medien.   [2014-02-01]. （原始内容存档于2013-01-17） （法语）.
68. ↑  . Ultratop.   [2024-06-21]. （原始内容存档于2021-02-21） （荷兰语）.
69. ↑  . Jam!.   [2022-03-26]. （原始内容存档于2003-12-12）.
70. ↑   (ASP).   [2014-02-01]. （原始内容存档于2012-07-15） （德语）.
71. ↑   (PDF). Music & Media: 15. 2001-12-22  [2020-04-27]. （原始内容存档 (PDF)于2020-08-23）.
72. ↑  . Syndicat National de l'Édition Phonographique.   [2014-02-01]. （原始内容存档于2020-07-28） （法语）.
73. ↑  . Offizielle Deutsche Charts.   [2020-04-27]. （原始内容存档于2015-05-09） （德语）.
74. ↑  . hitpaarde.ch.   [2024-06-21]. （原始内容存档于2012-11-10） （德语）.
75. ↑  . Official Charts Company.   [2020-04-27]. （原始内容存档于2015-07-15）.
76. ↑  . Syndicat National de l'Édition Phonographique.   [2020-12-08]. （原始内容存档于2021-01-23） （法语）.
77. ↑   (PDF). The ARIA Report: 19.   [2021-07-04]. （原始内容 (PDF)存档于2009-01-26） –National Library of Australia.
78. ↑  . Australian Recording Industry Association.   [2021-06-13]. （原始内容存档于2021-02-24）.
79. ↑  . Ultratop.   [2021-02-04]. （原始内容存档于2023-04-07） （荷兰语）.
80. ↑  . Ultratop.   [2021-02-08]. （原始内容存档于2024-05-04） （法语）.
81. ↑   (PDF). UKChartsPlus.   [2021-03-25]. （原始内容存档 (PDF)于2014-07-14）.
82. ↑  . Australian Recording Industry Association.   [2021-06-13]. （原始内容存档于2021-03-01）.
83. ↑  . Billboard.   [2021-05-07]. （原始内容存档于2019-08-25）.
84. ↑  . Billboard.   [2020-12-06]. （原始内容存档于2021-01-24）.
85. ↑  . Australian Recording Industry Association.   [2023-01-09]. （原始内容存档于2023-10-12）.
86. ↑  . Ultratop.   [2022-01-14]. （原始内容存档于2022-01-04） （法语）.
87. ↑  . Billboard.   [2022-01-14]. （原始内容存档于2021-12-03）.
88. ↑  . Australian Recording Industry Association.   [2023-01-09]. （原始内容存档于2023-10-26）.
89. ↑  . Ultratop.   [2023-01-14]. （原始内容存档于2023-01-13） （法语）.
90. ↑  . Billboard.   [2022-12-03]. （原始内容存档于2022-12-01）.
91. ↑  . Billboard.   [2023-11-23]. （原始内容存档于2023-11-22）.
92. ↑   (PDF). Australian Recording Industry Association （英语）.
93. ↑  . Ultratop. Hung Medien （荷兰语）.
94. ↑  . Music Canada （英语）.
95. ↑  . IFPI Danmark （丹麦语）.
96. ↑  . Syndicat National de l'Édition Phonographique （法语）.
97. ↑  . Bundesverband Musikindustrie （德语）.
98. ↑  . Federazione Industria Musicale Italiana （意大利语）.
99. ↑  . Recording Industry Association of Japan.   [2022-08-29] （日语）. 在下拉菜单选择“2002年8月”
100. ↑  . IFPI Switzerland. Hung Medien （德语）.
101. ↑  . British Phonographic Industry （英语）.
102. ↑  . Official Charts Company. 2020-12-29  [2023-09-22]. （原始内容存档于2021-06-17）.
103. ↑  . Recording Industry Association of America （英语）.
104. ↑  Grein, Paul. . Luminate. 雅虎音乐（英语：Yahoo! Music）. 2013-05-29  [2013-05-29]. （原始内容存档于2013-06-14）.
105. ↑  . International Federation of the Phonographic Industry.   [2018-06-14] （英语）.

## 更多阅读
- James, Martin. . London: Sanctuary Publishing. 2003. ISBN 1-86074-449-4.
- Mike Zwerin（英语：Mike Zwerin）. . The New York Times. 2001-04-11  [2024-06-21]. （原始内容存档于2016-03-06）.